# A' Katīgoria 2012-2013
La A' Katīgoria 2012-2013 (in greco Πρωτάθλημα Α' Κατηγορίας) è stata la 74ª edizione del massimo campionato di calcio cipriota. L'APOEL ha vinto il trofeo per la ventiduesima volta nella propria storia.

## Novità
Ayia Napa, Doxa Katōkopias e AEP Paphos sono stati promossi al posto di Anagennisi Deryneia, Ermis Aradippou e Aris Limassol.

## Formula
Le 14 squadre si affrontano in un girone di andata e ritorno, per un totale di 26 giornate. Le ultime due classificate sono retrocesse direttamente, mentre le altre 12 squadre sono suddivise in tre raggruppamenti da 4 squadre ciascuno. I gironi si giocano con partite di andata e ritorno, per un totale di 6 giornate. Il primo raggruppamento, con le prime quattro classificate della prima fase, stabilisce la vincitrice del titolo e le qualificazioni alle coppe europee; il terzo raggruppamento, con le squadre piazzate dal nono al dodicesimo posto, stabilisce la terza retrocessione, mentre il secondo raggruppamento, con le squadre classificate tra il quinto e l'ottavo posto, serve solo per le statistiche.

## Squadre partecipanti
| Club               | Città     | Stadio                        | Stagione precedente           |
| ------------------ | --------- | ----------------------------- | ----------------------------- |
| AEK Larnaca        | Larnaca   | Stadio Neo GSZ                | 5º posto                      |
| AEL Limassol       | Limassol  | Stadio Tsirion                | Campione di Cipro             |
| AEP Paphos         | Pafo      | Pafiako Stadium               | 3º posto in Seconda Divisione |
| Alkī Larnaca       | Larnaca   | Stadio Neo GSZ                | 8º posto                      |
| Anorthōsis         | Larnaca   | Stadio Antōnīs Papadopoulos   | 4º posto                      |
| APOEL              | Nicosia   | Stadio GSP                    | 2º posto                      |
| Apollōn Limassol   | Limassol  | Stadio Tsirion                | 6º posto                      |
| Agia Napa          | Ayia Napa | Stadio Tasos Marcou Paralimni | 1º posto in Seconda Divisione |
| Doxa Katōkopias    | Katokopia | Stadio Ammochostos            | 2º posto in Seconda Divisione |
| EN Paralimni       | Paralimni | Stadio Tasos Marcou Paralimni | 11º posto                     |
| Ethnikos Achnas    | Achna     | Stadio Dasaki                 | 9º posto                      |
| Nea Salamis        | Larnaca   | Stadio Ammochostos            | 7º posto                      |
| Olympiakos Nicosia | Nicosia   | Stadio GSP                    | 10º posto                     |
| Omonia             | Nicosia   | Stadio GSP                    | 3º posto                      |

## Prima fase

### Classifica
|  | Pos. | Squadra            | Pt | G  | V  | N  | P  | GF | GS | DR  |
|  | ---- | ------------------ | -- | -- | -- | -- | -- | -- | -- | --- |
|  | 1.   | APOEL              | 66 | 26 | 21 | 3  | 2  | 56 | 10 | +46 |
|  | 2.   | Anorthōsis         | 60 | 26 | 18 | 6  | 2  | 57 | 21 | +36 |
|  | 3.   | AEK Larnaca        | 55 | 26 | 17 | 4  | 5  | 50 | 21 | +29 |
|  | 4.   | Omonia             | 53 | 26 | 16 | 5  | 5  | 51 | 22 | +29 |
|  | 5.   | AEL Limassol       | 51 | 26 | 14 | 9  | 3  | 46 | 26 | +20 |
|  | 6.   | Apollōn Limassol   | 40 | 26 | 11 | 7  | 8  | 32 | 24 | +8  |
|  | 7.   | Doxa Katōkopias    | 30 | 26 | 8  | 6  | 12 | 26 | 40 | -14 |
|  | 8.   | EN Paralimni       | 28 | 26 | 6  | 10 | 10 | 23 | 35 | -12 |
|  | 9.   | Alkī Larnaca       | 25 | 26 | 6  | 7  | 13 | 33 | 46 | -13 |
|  | 10.  | Olympiakos Nicosia | 24 | 26 | 6  | 9  | 11 | 36 | 44 | -8  |
|  | 11.  | Nea Salamis        | 23 | 26 | 6  | 5  | 15 | 18 | 36 | -18 |
|  | 12.  | Ethnikos Achnas    | 22 | 26 | 4  | 10 | 12 | 28 | 40 | -12 |
|  | 13.  | Agia Napa          | 8  | 26 | 2  | 2  | 22 | 15 | 59 | -44 |
|  | 14.  | AEP Paphos         | 6  | 26 | 4  | 3  | 19 | 17 | 64 | -23 |

Legenda:

      Ammesse al Gruppo 1

      Ammesse al Gruppo 2

      Ammesse al Gruppo 3

      Retrocesse in Seconda divisione 2013-2014

### Risultati
|                    | AEK  | AEL  | AEP  | Alk  | Ano  | APO  | Apl  | Ayi  | Dox  | ENP  | Eth  | NSa  | Oly  | Omo  |
| ------------------ | ---- | ---- | ---- | ---- | ---- | ---- | ---- | ---- | ---- | ---- | ---- | ---- | ---- | ---- |
| AEK Larnaca        | –––– | 1-2  | 4-0  | 2-0  | 2-3  | 0-1  | 2-0  | 3-0  | 1-2  | 5-0  | 2-1  | 1-2  | 1-0  | 2-1  |
| AEL Limassol       | 2-2  | –––– | 4-0  | 3-1  | 1-1  | 1-3  | 3-2  | 2-0  | 2-0  | 1-1  | 1-1  | 2-1  | 1-1  | 1-1  |
| AEP Paphos         | 0-3  | 1-3  | –––– | 1-4  | 0-2  | 0-2  | 0-1  | 3-0  | 0-4  | 0-1  | 0-0  | 1-0  | 0-5  | 1-2  |
| Alki Larnaca       | 0-1  | 2-3  | 0-2  | –––– | 0-3  | 1-3  | 1-3  | 0-2  | 2-2  | 1-1  | 6-5  | 1-0  | 0-0  | 2-4  |
| Anorthosis         | 1-1  | 1-1  | 5-1  | 3-0  | –––– | 0-2  | 0-0  | 5-1  | 3-0  | 1-1  | 5-1  | 1-0  | 4-3  | 2-0  |
| APOEL              | 1-2  | 2-0  | 6-0  | 1-1  | 0-1  | –––– | 1-0  | 4-1  | 3-1  | 1-0  | 1-0  | 2-0  | 4-0  | 1-1  |
| Apollon Limassol   | 1-2  | 0-0  | 4-0  | 2-1  | 0-2  | 1-2  | –––– | 2-1  | 1-0  | 0-0  | 2-0  | 3-1  | 1-1  | 2-1  |
| Ayia Napa          | 1-1  | 0-4  | 1-2  | 0-3  | 0-1  | 0-2  | 0-1  | –––– | 0-2  | 1-4  | 1-0  | 1-2  | 1-1  | 0-3  |
| Doxa Katokopias    | 2-6  | 1-3  | 1-0  | 0-1  | 0-2  | 0-3  | 0-0  | 2-1  | –––– | 1-1  | 1-1  | 1-0  | 1-1  | 1-1  |
| EN Paralimni       | 1-2  | 1-2  | 1-1  | 1-1  | 1-2  | 0-5  | 0-3  | 1-0  | 1-0  | –––– | 1-1  | 0-0  | 1-2  | 0-1  |
| Ethnikos Achnas    | 0-1  | 1-3  | 3-0  | 0-2  | 2-2  | 0-1  | 1-1  | 2-1  | 3-1  | 0-0  | –––– | 1-1  | 1-1  | 1-1  |
| Nea Salamis        | 0-0  | 0-1  | 1-1  | 1-1  | 2-1  | 0-3  | 2-0  | 1-0  | 0-1  | 0-2  | 0-1  | –––– | 3-2  | 0-1  |
| Olympiakos Nicosia | 0-2  | 0-0  | 3-1  | 2-2  | 1-3  | 0-2  | 1-1  | 3-2  | 1-2  | 2-3  | 3-1  | 2-1  | –––– | 1-4  |
| Omonia             | 0-1  | 2-0  | 4-2  | 1-0  | 1-3  | 0-0  | 2-1  | 5-0  | 3-0  | 2-0  | 2-1  | 6-0  | 2-0  | –––– |

## Seconda fase

### Gruppo 1

#### Classifica
|                  | Pos. | Squadra     | Pt | G  | V  | N | P | GF | GS | DR  |
| ---------------- | ---- | ----------- | -- | -- | -- | - | - | -- | -- | --- |
| Cipro (bandiera) | 1.   | APOEL       | 73 | 32 | 23 | 4 | 4 | 61 | 17 | +44 |
|                  | 2.   | Anorthōsis  | 65 | 32 | 19 | 8 | 4 | 58 | 28 | +30 |
|                  | 3.   | Omonia      | 63 | 32 | 19 | 6 | 6 | 63 | 26 | +37 |
|                  | 4.   | AEK Larnaca | 61 | 32 | 19 | 4 | 8 | 54 | 25 | +29 |

Legenda:

      Campione di Cipro e ammessa alla UEFA Champions League 2013-2014

      Ammesse alla UEFA Europa League 2013-2014

#### Risultati
|             | AEK  | Ano  | APO  | Omo  |
| ----------- | ---- | ---- | ---- | ---- |
| AEK Larnaca | –––– | 0-1  | 0-1  | 0-2  |
| Anorthosis  | 0-3  | –––– | 2-1  | 0-0  |
| APOEL       | 0-1  | 0-0  | –––– | 4-3  |
| Omonia      | 3-1  | 4-0  | 3-0  | –––– |

### Gruppo 2

#### Classifica
|  | Pos. | Squadra          | Pt | G  | V  | N  | P  | GF | GS | DR  |
|  | ---- | ---------------- | -- | -- | -- | -- | -- | -- | -- | --- |
|  | 5.   | AEL Limassol     | 64 | 32 | 18 | 10 | 4  | 59 | 31 | +28 |
|  | 6.   | Apollōn Limassol | 48 | 32 | 13 | 9  | 10 | 40 | 31 | +9  |
|  | 7.   | Doxa Katōkopias  | 39 | 32 | 10 | 9  | 13 | 33 | 47 | -14 |
|  | 8.   | EN Paralimni     | 31 | 32 | 7  | 10 | 15 | 28 | 49 | -21 |

#### Risultati
|                  | AEL  | Apl  | Dox  | ENP  |
| ---------------- | ---- | ---- | ---- | ---- |
| AEL Limassol     | –––– | 2-1  | 3-0  | 3-0  |
| Apollon Limassol | 1-3  | –––– | 0-0  | 4-1  |
| Doxa Katokopias  | 1-1  | 1-1  | –––– | 1-0  |
| EN Paralimni     | 2-1  | 0-1  | 2-4  | –––– |

### Gruppo 3

#### Classifica
|  | Pos. | Squadra            | Pt | G  | V | N  | P  | GF | GS | DR  |
|  | ---- | ------------------ | -- | -- | - | -- | -- | -- | -- | --- |
|  | 9.   | Ethnikos Achnas    | 33 | 32 | 7 | 12 | 13 | 41 | 50 | -9  |
|  | 10.  | Alkī Larnaca       | 32 | 32 | 8 | 8  | 16 | 43 | 58 | -15 |
|  | 11.  | Nea Salamis        | 31 | 32 | 8 | 7  | 17 | 27 | 44 | -17 |
|  | 12.  | Olympiakos Nicosia | 31 | 32 | 8 | 10 | 14 | 46 | 56 | -10 |

Legenda:

      Ammessa allo spareggio promozione-retrocessione

      Retrocessa in Seconda divisione 2013-2014

#### Risultati
|                    | Alk  | Eth  | NSa  | Oly  |
| ------------------ | ---- | ---- | ---- | ---- |
| Alki Larnaca       | –––– | 1-3  | 1-2  | 2-1  |
| Ethnikos Achnas    | 1-1  | –––– | 2-2  | 3-1  |
| Nea Salamis        | 1-3  | 1-2  | –––– | 3-0  |
| Olympiakos Nicosia | 4-2  | 4-2  | 0-0  | –––– |

## Spareggio promozione-retrocessione
|             | Risultati |                     | Luogo e data            |  |
| ----------- | --------- | ------------------- | ----------------------- |  |
| Nea Salamis | 3 - 0     | Anagennīsī Deryneia | Larnaca, 23 maggio 2013 |  |

## Statistiche

### Classifica marcatori
| Gol |  |  | Giocatore            | Squadra            |
| --- |  |  | -------------------- | ------------------ |
| 18  |  |  | Bernardo Vasconcelos | Alkī Larnaca       |
| 16  |  |  | André Alves          | Omonia             |
| 15  |  |  | Marco Paixão         | Ethnikos Achnas    |
| 14  |  |  | Juliano Spadacio     | Anorthōsis         |
| 13  |  |  | Aldo Adorno          | APOEL              |
| 13  |  |  | Henrique             | Olympiakos Nicosia |
| 13  |  |  | Barak Itzhaki        | Anorthōsis         |
| 12  |  |  | Gustavo Manduca      | APOEL              |
| 12  |  |  | Jan Rezek            | Anorthōsis         |
| 11  |  |  | Nassir Maachi        | AEK Larnaca        |
| 11  |  |  | Vouho                | AEL Limassol       |

### Gare con più spettatori
- 1. APOEL vs Omonoia 15.727
- 2. Omonoia vs APOEL 14.011
- 3. APOEL vs Anorthosis 12.368
- 4. APOEL vs Apollon 10.690
- 5. Omonoia vs Anorthosis 10.217

## Verdetti
- Campione:  APOEL
- In UEFA Champions League 2013-2014:  APOEL
- In UEFA Europa League 2013-2014:  Anorthōsis,  Omonia,  Apollōn Limassol (come vincitrice della Coppa di Cipro 2012-2013)
- Retrocesse in Seconda divisione:  Agia Napa,  AEP Paphos,  Olympiakos Nicosia